# João Rodrigues
|  | No confondre amb João Rodrigues Cabrilho, explorador portuguès |

João Pedro Lourenço Rodrigues (Tavira, districte de Faro, 15 de novembre de 1994) és un ciclista portuguès, professional des del 2013. Actualment corre al W52-FC Porto. En el seu palmarès destaca la Volta a Portugal del 2019 i la Volta a l'Algarve del 2021.

## Palmarès
- 2019
  - 1r a la Volta a l'Alentejo i vencedor d'una etapa
  - 1r a la Volta a Portugal i vencedor de 2 etapes
- 2021
  - 1r a la Volta a l'Algarve